# Муерс (Нью-Йорк)
Муерс (англ. Mooers) — місто (англ. town) в США, в окрузі Клінтон штату Нью-Йорк. Населення — 3467 осіб (2020).

## Демографія
Згідно з переписом 2010 року, у місті мешкали 3592 особи в 1395 домогосподарствах у складі 1000 родин. Було 1620 помешкань
Расовий склад населення:
| - 97,9 % — білих - 0,8 % — корінних американців - 0,3 % — чорних або афроамериканців - 0,3 % — азіатів |

До двох чи більше рас належало 0,6 %. Частка іспаномовних становила 0,8 % від усіх жителів.
За віковим діапазоном населення розподілялося таким чином: 23,7 % — особи молодші 18 років, 64,2 % — особи у віці 18—64 років, 12,1 % — особи у віці 65 років та старші. Медіана віку мешканця становила 40,4 року. На 100 осіб жіночої статі у місті припадало 101,5 чоловіків;  на 100 жінок у віці від 18 років та старших — 99,0 чоловіків також старших 18 років.
Середній дохід на одне домашнє господарство  становив 58 242 долари США (медіана — 42 115), а середній дохід на одну сім'ю — 66 932 долари (медіана — 52 417). Медіана доходів становила 43 816 доларів для чоловіків та 48 984 долари для жінок. За межею бідності перебувало 16,2 % осіб, у тому числі 19,1 % дітей у віці до 18 років та 4,3 % осіб у віці 65 років та старших.
Цивільне працевлаштоване населення становило 1643 особи. Основні галузі зайнятості: освіта, охорона здоров'я та соціальна допомога — 15,2 %, мистецтво, розваги та відпочинок — 13,4 %, транспорт — 12,3 %.